# Dawid Janowski
David Markyelovich Janowski (Wołkowysk, 25 de Maio de 1868 — Hyères, 15 de Janeiro de 1927) foi um proeminente enxadrista russo.
Janowski nasceu em Wołkowysk, Império Russo, e mudou-se para Paris por volta de 1890 iniciando sua carreira de enxadrista profissional em 1894. Ele venceu os torneios de Monte Carlo em 1901, Hanover em 1902 e empatou em primeiro em Viena em 1902 e Barmen em 1905, tendo ficado entre os seis melhores do mundo na época.
Janowski foi devastador contra os mestres mais velhos tais como Wilhelm Steinitz, Mikhail Chigorin e Joseph Henry Blackburne mas não tinha um bom desempenho contra os novos como Siegbert Tarrasch, Frank Marshall, Akiba Rubinstein, Geza Maroczy e Carl Schlechter. Ele foi massacrado pelos campeões mundiais Emanuel Lasker e José Raúl Capablanca, tendo apenas bons resultados contra Alexander Alekhine.

## Principais resultados em torneios
| Data | Local                  | Colocação | Observações                                                                                                  |
| ---- | ---------------------- | --------- | --- |
| 1897 | Berlim 1897            | 4         | Vencido por Rudolf Charousek, com participação de Carl August Walbrodt, Joseph Henry Blackburne e Amos Burn. |
| 1899 | Londres 1899           | 2-4       | Vencido por Emanuel Lasker, Janowski empatou com Geza Maroczy e Harry Pillsbury em segundo.                  |
| 1901 | Monte Carlo 1901       | 1         | Com Carl Schlechter em segundo, Theodor von Scheve em terceiro e Mikhail Chigorin em quarto.                 |
| 1902 | Monte Carlo 1902       | 3         | Vencido por Geza Maroczy, com Harry Pillsbury em segundo e Richard Teichmann em quarto.                      |
| 1903 | Monte Carlo 1903       | 1         | Com Geza Maroczy em segundo, Harry Pillsbury em terceiro e Carl Schlechter em quarto.                        |
| 1904 | Cambridge Springs 1904 | 2         | Vencido por Frank Marshall, Emanuel Lasker em terceiro e Georg Marco em quarto.                              |
| 1905 | Oostende 1905          | 2         | Vencido por Geza Maroczy, com Siegbert Tarrasch em terceiro e Carl Schlechter em quarto.                     |
| 1907 | Oostende 1907          | 3         | Vencido por Siegbert Tarrasch com Carl Schlechter em segundo.                                                |